# Ngày kỷ niệm cưới

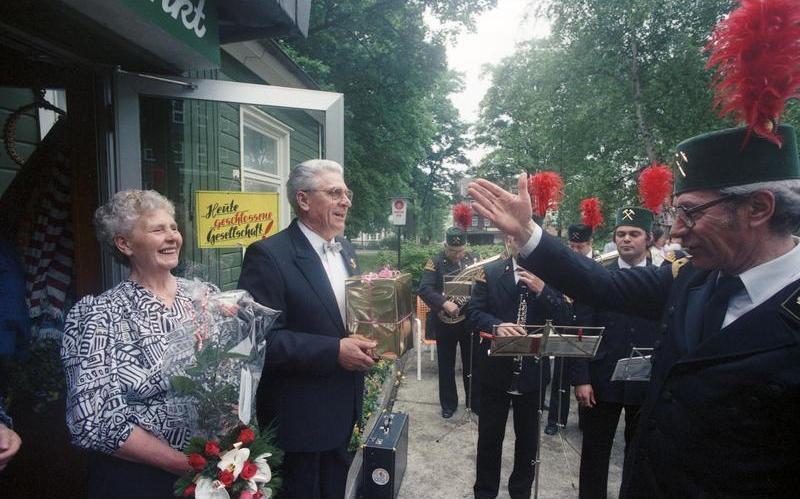
Đám cưới vàng (50 năm)

Ngày kỷ niệm cưới là một ngày để kỷ niệm một lễ cưới đã diễn ra. Những người đã kết hôn thường ghi dấu lễ kỷ niệm ngày kết hôn của họ bằng những cách đặc biệt. Những người khác có thể gửi cho đôi vợ chồng những món quà thích hợp cho số năm kết hôn của họ. Những món quà này khác nhau ở mỗi nước. Một ví dụ, ở Vương quốc Liên hiệp Anh, lễ kỷ niệm 7 năm ngày cưới được gọi là Lễ kỷ niệm Đồng (Copper Anniversary), kỷ niệm 10 năm được gọi là Lễ kỷ niệm Nhôm (Aluminium Anniversary). Ở Mỹ, những ngày này được kỷ niệm bằng các món quà lần lượt bằng len và thiếc. Lễ kỷ niệm năm thứ 7 và năm thứ 10 thường phổ biến ở Anh, bên cạnh Đám cưới Bạc (năm thứ 25) và Đám cưới Vàng (năm thứ 50).
Ở các nước Thịnh vượng chung, một đôi vợ chồng có thể nhận được một lời chúc mừng từ vị quốc vương của Anh vào những ngày kỷ niệm lễ cưới thứ 60, 65, 70 và bất kỳ năm nào sau đó. Việc này được thực hiện bằng cách đệ trình lên Điện Buckingham ở Vương quốc Liên hiệp Anh, hoặc cơ quan Toàn quyền ở các nước Thịnh vượng chung khác Ở Canada, một cặp vợ chồng có thể nhận được lời chúc từ Toàn quyền vào lễ kỷ niêm lần thứ 50 và 65. Ở Úc cũng tương tự như vậy, khi một đôi có thể nhận được thư chúc mừng từ phía Toàn quyền vào lễ kỷ niệm lần thứ 50 và tất cả các lễ kỷ niệm tiếp theo; và Thủ tướng, người lãnh đạo liên bang của phe đối lập, các thành viên địa phương của Quốc hội cũng như Thống đốc bang có thể gửi lời chào tới ngày kỷ niệm cưới và những ngày tương tự. Ở Mỹ, một cặp vợ chồng có thể nhận được lời chúc từ Tổng thống vào bất kỳ lễ kỷ niệm cưới nào đúng hoặc sau 50 năm.
Những tín đồ Công giáo Rôma có thể thông qua những giám mục địa phương của họ, gửi yêu cầu lên Giáo hoàng nhờ ban phúc cho ngày kỷ niệm cưới của họ vào những năm đặc biệt (như năm thứ 25, 50, 60..).

## Quà kỷ niệm ngày cưới
Danh sách dưới đây liệt kê loại quà tặng kỷ niệm ngày cưới theo từng năm, ở cả truyền thống và hiện đại, biên soạn tại Thư viện Công cộng Chicago:

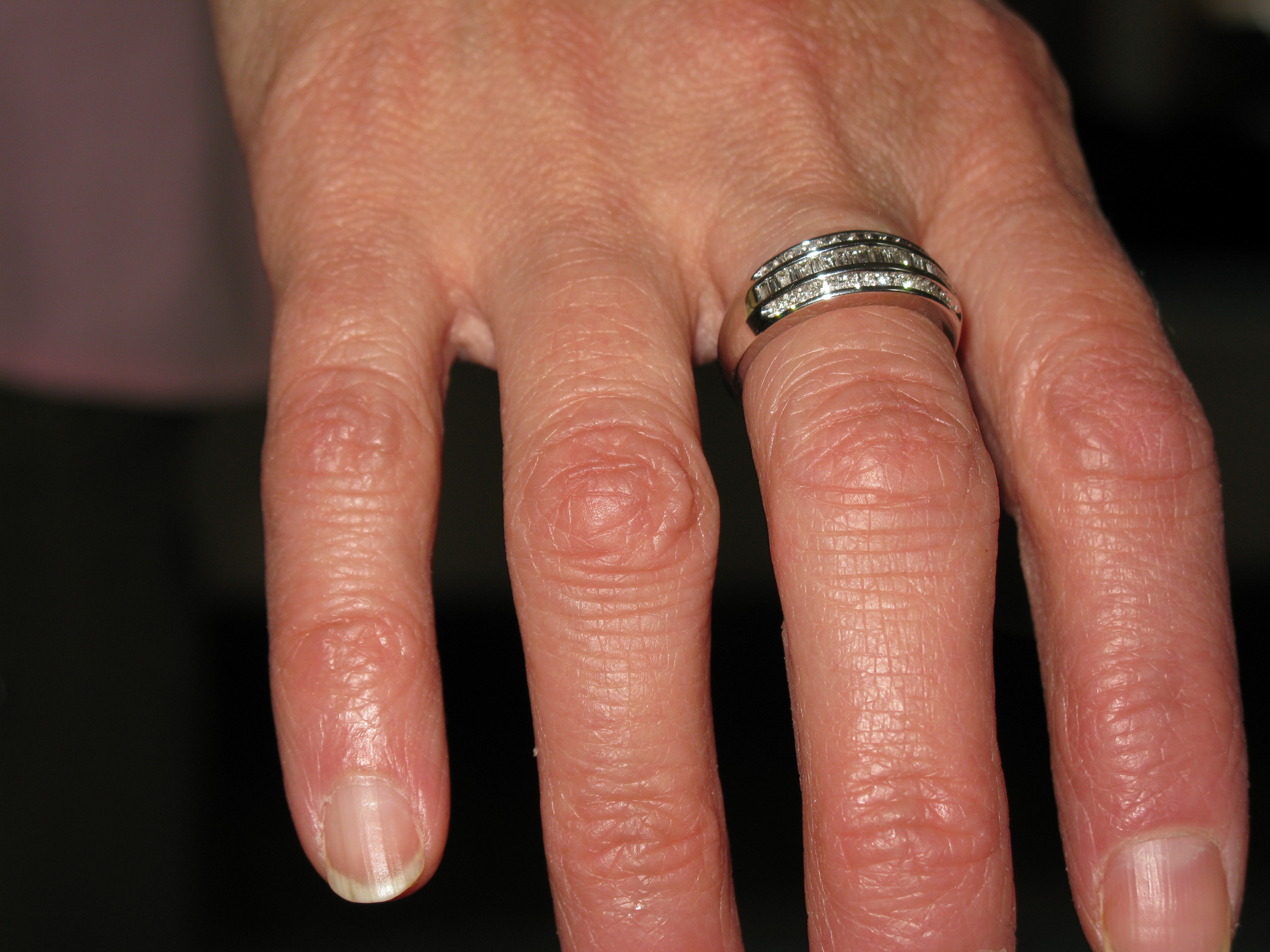
Nhẫn kỷ niệm ngày cưới

| Năm thứ | Truyền thống      | Hiện đại                   |
| ------- | ----------------- | -------------------------- |
| 1       | Giấy              | Đồng hồ treo tường         |
| 2       | Bông              | Đồ sứ                      |
| 3       | Đồ da             | Pha lê, Thủy tinh          |
| 4       | Vải lanh, Lụa     | Đồ điện                    |
| 5       | Gỗ                | Đồ bằng bạc                |
| 6       | Sắt               | Đồ bằng gỗ                 |
| 7       | Len, Đồng         | Bộ bàn/bộ bút và bút chì   |
| 8       | Đồng              | Vải lanh, Đăng ten         |
| 9       | Đồ gốm, Đồ sứ     | Đồ da                      |
| 10      | Thiếc, Nhôm       | Trang sức kim cương        |
| 11      | Thép              | Trang sức giả, Đồ phụ tùng |
| 12      | Lụa               | Ngọc trai, Đá quý có màu   |
| 13      | Đăng ten          | Vải, Lông thú              |
| 14      | Ngà               | Trang sức vàng             |
| 15      | Pha lê            | Đồng hồ đeo tay            |
| 16      |                   | Bát đĩa bạc                |
| 17      |                   | Đồ đạc trong nhà           |
| 18      |                   | Đồ sứ                      |
| 19      |                   | Đồng                       |
| 20      | Đồ sứ             | Bạch kim                   |
| 21      |                   | Đồng thau, Nickel          |
| 22      |                   | Đồng                       |
| 23      |                   | Đồ mạ bạc                  |
| 24      |                   | Nhạc cụ                    |
| 25      | Bạc               | Bạc thật                   |
| 30      | Ngọc trai         | Kim cương                  |
| 35      | San hô, Ngọc bích | Ngọc bích                  |
| 40      | Hồng ngọc         | Hồng ngọc                  |
| 45      | Saphire           | Saphire                    |
| 50      | Vàng              | Vàng                       |
| 55      | Ngọc lục bảo      | Ngọc lục bảo               |
| 60      | Kim cương         | Kim cương                  |
| 70      |                   | Bạch kim                   |

## Hoa kỷ niệm ngày cưới
| Năm thứ | Loại hoa               |
| ------- | ---------------------- |
| 1       | Cẩm chướng             |
| 2       | Linh lan               |
| 3       | Hướng dương            |
| 4       | Tú cầu                 |
| 5       | Cúc Uyên Minh          |
| 6       | Thủy vu                |
| 7       | Lan Nam Phi            |
| 8       | Tử đinh hương          |
| 9       | Thiên điểu             |
| 10      | Thủy tiên              |
| 11      | Tulip (Uất kim hương)  |
| 12      | Mẫu đơn                |
| 13      | Cúc                    |
| 14      | Thược dược             |
| 15      | Hoa hồng               |
| 20      | Cúc tây                |
| 25      | Diên vĩ                |
| 28      | Phong lan              |
| 30      | Huệ tây                |
| 40      | Lay-ơn                 |
| 50      | Hồng vàng & hoa violet |